# Spinomantis elegans
Espèce
Synonymes
- Rhacophorus elegans Guibé, 1974
- Mantidactylus elegans (Guibé, 1974)

Statut de conservation UICN

 NT  : Quasi menacé
Spinomantis elegans est une espèce d'amphibiens de la famille des Mantellidae.

## Répartition

Aire de répartition de Spinomantis elegans.

Cette espèce est endémique de Madagascar. Elle se rencontre entre 1 350 à 2 500 m d'altitude de Ranomafana jusqu'au parc national d'Andohahela,.

## Description
Spinomantis elegans mesure de 50 à 60 mm. Son dos est brun clair avec des taches blanches et de grandes marques brun foncé bordées de blanc. Ses pattes avant et arrière présentent des bandes transversales. Sa gorge est sombre.

## Publication originale
- Guibé, 1974 : Batraciens nouveaux de Madagascar. Bulletin du Museum National d'Histoire Naturelle, sér. 3, Zoologie, vol. 145, p. 1009-1017 (texte intégral).